# Ronal Moreno Abello
Ronald Moreno Abello (Barranquilla; 1942-Bogotá; 2009) fue un ingeniero civil, hermano de Marvel Moreno es conocido por haber sido uno de los primeros promotores de la ciencia ficción en Colombia.

## Trayectoria
Como uno de sus logros de su carrera en la difusión de la literatura de Ciencia Ficción se encuentra el desarrollo de grupos de análisis de la trilogía del Mundo del Río del autor Philip José Farmer y de la obra Fundación del autor Isaac Asimov.
Fue al igual que su hermana miembro del Grupo de Barranquilla y las tertulias que sobre literatura y arte tenían lugar en la década de los 1950 y 1960 de donde surgió la idea de hacer algo similar basado en la ciencia ficción en donde se crearan grupos de discusión a partir de otras del género de la anticipación.
- Datos: Q6111641